# Wingham River
Der Wingham River ist ein Wasserlauf in Kent, England. Er entsteht südlich von Ash und fließt zunächst in nördlicher Richtung. Im Süden von Ash wendet er sich in westlicher Richtung und fließt so bis zu seiner Mündung in den Little Stour westlich von Wingham.